# Бердичевский, Семён Соломонович
Семён Соломонович Бердичевский — деятель советских спецслужб, полковник госбезопасности.

## Биография
Семён Бердичевский родился в 1910 году в Елисаветграде в семье продавца.
В 1926 году окончил 6 классов школы-семилетки в Харькове.
В 1926—1931 годах — слесарь на аппаратном заводе в Харькове, член ВЛКСМ.
В августе 1930 года вступил в ВКП(б).
С января 1931 года по апрель 1933 года — заведующий Секретной частью треста «Сельхозмаш».
В 1933 году — учился  на рабочем факультете при Харьковском институте сельского хозяйства.
С апреля 1933 года по апрель 1934 года — курсант Центральной школы ОГПУ.
С апреля 1934 года по февраль 1935 года — заместитель начальника Политического отдела Выровской машинно-тракторной станции по работе ОГПУ.
С февраля по ноябрь 1935 года — начальник Тагайского районного отдела НКВД в Средневолжском крае.
С ноября 1935 года по июль 1938 года —  старший оперативный уполномоченный Отдела УГБ Управления НКВД по Куйбышевскому краю, помощник, заместитель начальника 1-го отделения 3-го отдела, начальник 7-го отделения 3-го отдела УГБ Управления НКВД по Куйбышевской области.
22 апреля 1936 года — сержант госбезопасности.
С июля по декабрь 1938 года — начальник 3-го отдела УГБ Управления НКВД по Дальневосточному краю.
5 августа 1938 года — лейтенант госбезопасности.
С декабря 1938 года по январь 1939 года — начальник 3-го отдела УГБ Управления НКВД по Хабаровскому краю.
С января по июль 1939 года — временно исполняющий должность начальника Экономического отдела Управления НКВД по Хабаровскому краю.
31 марта 1939 года — старший лейтенант госбезопасности.
С июля 1939 года по 3 апреля 1941 года — начальник Управления НКВД по Нижнеамурской области.
С 3 апреля по 13 сентября 1941 года — начальник Управления НКГБ по Нижнеамурской области.
30 апреля 1941 года — капитан госбезопасности.
С сентября 1941 года по май 1943 года — начальник 4-го отдела Управления НКВД по Хабаровскому краю.
В 1943 году — полковник госбезопасности.
С мая 1943 года по сентябрь 1944 года — начальник 4-го отдела Управления НКГБ по Хабаровскому краю.
С сентября 1944 года по август 1948 года — начальник 2-го отдела Управления НКГБ — МГБ по Хабаровскому краю.
С августа 1948 года по 21 января 1950 года — начальник Управления МГБ по Амурской области.
С января по июнь 1950 года — находился в резерве Управления кадров МГБ СССР.
С июня 1950 года по сентябрь 1951 года — заместитель начальника Управления МГБ по Сталинабадской области.
С сентября 1951 года по март 1953 года — помощник министра государственной безопасности Удмуртской АССР.
С мая 1953 года по январь 1954 года — начальник Хозяйственного отдела МВД Удмуртской ССР.
С марта 1954 года — начальника цеха №68 завода №74 в Ижевске.
24 марта 1958 года исключён из КПСС решением КПК.
Умер в июне 1986 года в Москве.